# Phyllodoce tenera
Phyllodoce tenera är en ringmaskart som beskrevs av Grube 1878. Phyllodoce tenera ingår i släktet Phyllodoce och familjen Phyllodocidae. Inga underarter finns listade i Catalogue of Life.